# Genesis (2014)
Genesis (2014) (também chamado de Impact Wrestling: Genesis) foi um evento de luta profissional realizado pela Total Nonstop Action Wrestling, que ocorreu no dia 16 de janeiro de 2014 no Von Braun Center na cidade de Huntsville, Alabama. Esta foi a nona edição da cronologia do Genesis. Ao contrário das edições anteriores, este evento não foi realizado em formato de pay-per-view, mas sim como uma edição especial do Impact Wrestling exibido pela Spike TV em duas partes (sendo a segunda transmitida em 23 de janeiro).

## Antes do evento
Impact Wrestling: Genesis teve combates de luta profissional de diferentes lutadores com rivalidades e histórias pré-determinadas. Os lutadores interpretaram um vilão ou um mocinho seguindo uma série de eventos para gerar tensão, culminando em várias lutas.
No Impact Wrestling de 26 de dezembro, após Ethan Carter III, Rockstar Spud, Jessie Godderz e Robbie E derrotarem Sting e Jeff Hardy, este último abandonou a TNA devido seu descontentamento com as ações de Dixie Cater. Na semana seguinte, Sting desafiou Ethan Carter para uma luta no Genesis, que ele aceitou.
No Impact Wrestling: Turning Point, em novembro de 2013, Mr. Anderson derrotou Bully Ray, forçando assim o fim do grupo de Ray, os Aces & Eights. Ray retornou a TNA no Impact Wrestling de 12 de dezembro, atacando Anderson antes da luta Feast or Fired. Em retaliação, no Impact Wrestling de 2 de janeiro, Anderson atacou Bully Ray após ele derrotar Joseph Park. Uma semana depois, Ray desafiou Mr. Anderson para uma luta no Genesis, que ele aceitou.
Madison Rayne retornou a TNA no episódio de 12 de dezembro do Impact Wrestling, salvando ODB de um ataque de Lei'D Tapa e da campeã feminina das Knockouts, Gail Kim. Em 2 de janeiro de 2014, Rayne derrotou Kim em seu desafio aberto, ganhando assim uma oportunidade pelo Campeonato Feminino das Knockouts durante o Genesis.
Após Kurt Angle ser derrotado por Bobby Roode no Bound for Glory e no Impact Wrestling: Final Resolution, no Impact Wrestling de 2 de janeiro, Angle desafiou Roode para outra luta entre ambos no Genesis, desta vez em uma jaula de aço, que Roode não recusou.
No Impact Wrestling de 12 de dezembro, durante a luta Feast or Fired, Gunner conseguiu pegar uma das maletas ao derrubar seu parceiro James Storm. Uma semana depois, foi revelado que o conteúdo de maleta de Gunner era uma luta pelo Campeonato Mundial dos Pesos-Pesados da TNA. No Impact Wrestling de 26 de dezembro, Gunner e Storm se enfrentaram pela maleta, mas o combate acabou em dupla contagem. Uma semana mais tarde, no Impact Wrestling de 2 de janeiro, Storm e Bobby Roode derrotaram  a equipe de Gunner e Kurt Angle, após Storm aplicar um Last Call Superkick em Gunner. No Impact Wrestling de 9 de janeiro, Gunner desafiou Storm para uma luta com sua maleta em jogo durante o Genesis.

## Resultados
| No.                                        | Lutas | Estipulações | Duração                                    |
| Parte 1 (exibido em 16 de janeiro de 2014) | Parte 1 (exibido em 16 de janeiro de 2014) | Parte 1 (exibido em 16 de janeiro de 2014)                                                                                            | Parte 1 (exibido em 16 de janeiro de 2014) |
| ------------------------------------------ | --- | --- | ------------------------------------------ |
| 1                                          | Samoa Joe, James Storm, Gunner, Eric Young, Joseph Park e ODB derrotaram The BroMans (Jessie Godderz, Robbie E e Zema Ion), Bad Influence (Christopher Daniels e Kazarian) e Lei'D Tapa | Luta de sextetos | 07:32                                      |
| 2                                          | Bully Ray derrotou Mr. Anderson | Luta sem desqualificações | 09:34                                      |
| 3                                          | Madison Rayne derrotou Gail Kim (c) (com Lei'D Tapa) | Luta individual pelo Campeonato Feminino das Knockouts                                                                                | 04:06                                      |
| 4                                          | Ethan Carter III derrotou Sting | Luta individual com Rockstar Spud e Magnus como árbitros especiais                                                                    | 04:53                                      |
| Parte 2 (exibido em 23 de janeiro de 2014) | | |                                            |
| 1                                          | Gunner derrotou James Storm | Luta de escadas pela maleta do Feast or Fired de Gunner                                                                               | 05:40                                      |
| 2                                          | Austin Aries derrotou Chris Sabin (c) | Luta individual pelo Campeonato da X Division com Velvet Sky presa numa jaula do lado de fora do ringue                               | 05:10                                      |
| 3                                          | Kurt Angle derrotou Bobby Roode | Luta numa jaula de aço | 14:19                                      |
| 4                                          | Samoa Joe derrotou Rockstar Spud por submissão | Luta individual | 02:20                                      |
| 5                                          | Magnus (c) derrotou Sting | Luta sem desqualificações pelo Campeonato Mundial dos Pesos-Pesados da TNA Se Sting perdesse, teria seu contrato com a TNA terminado. | 13:25                                      |
| (c) - campeão antes da luta                | | |                                            |